# SOFT (アルバム)
『SOFT』（ソフト）は、ストレイテナーのアコースティックアルバム。2012年6月13日にEMIミュージック・ジャパンから発売された。

## 概要
バンド初となるアコースティックアルバム。2012年3月28日に梅田AKASO、3月30日に渋谷duo MUSIC EXCHANGEで行われた「STRAIGHTENER ACOUSTIC」のライブ音源に、「シンクロ」、「Phantasien」の新曲2曲が収録されている。ライブ音源がCD化されたのは、2009年に発売されたライブDVD「NEXUS TOUR FINAL」以来であり、アルバムとして発売されるのはこれが初めてである。
収録曲は16曲と、発売当時では『Early Years』に次ぐ2番目の多さであり、メジャーレーベルからリリースされたバンドのアルバムの中では最多であった。ライブ音源の曲順はアルバムのリリースされた順番で並べられている。
ジャケットイラストは前作『STRAIGHTENER』同様、ナカヤマが書いている。初回盤はデジパック仕様であり、特典としてアコースティックアレンジで再録された「奇跡の街」と「ネクサス」の2曲が無料ダウンロードできるパスワードが付いている。
アルバム発売に合わせて、「SOFT ACOUSTIC TOUR」を全国各地で開催。その中で、最終日2012年7月14日に東京・渋谷公会堂で行われたライブの模様を収録したDVD「SOFT ACOUSTIC TOUR FINAL at 2012/7/14 渋谷公会堂」が15枚目のシングル「From Noon Till Dawn」の初回限定盤に収録される予定。

## 収録曲
| 全作詞・作曲: ホリエアツシ（#14、作曲：大山純、ホリエアツシ）。 |                                                                      |                                                  |                                                  |      |
| #                                                               | タイトル                                                             | 作詞                                             | 作曲・編曲                                       | 時間 |
| 1.                                                              | 「シンクロ」                                                         | ホリエアツシ （#14、作曲：大山純、ホリエアツシ） | ホリエアツシ （#14、作曲：大山純、ホリエアツシ） | 4:41 |
| 2.                                                              | 「MAGIC WORDS」(メジャー1stアルバム『LOST WORLD'S ANTHOLOGY』収録曲) | ホリエアツシ （#14、作曲：大山純、ホリエアツシ） | ホリエアツシ （#14、作曲：大山純、ホリエアツシ） | 3:07 |
| 3.                                                              | 「TOWER」(メジャー1stアルバム『LOST WORLD'S ANTHOLOGY』収録曲)       | ホリエアツシ （#14、作曲：大山純、ホリエアツシ） | ホリエアツシ （#14、作曲：大山純、ホリエアツシ） | 3:35 |
| 4.                                                              | 「DJ ROLL」(メジャー1stアルバム『LOST WORLD'S ANTHOLOGY』収録曲)     | ホリエアツシ （#14、作曲：大山純、ホリエアツシ） | ホリエアツシ （#14、作曲：大山純、ホリエアツシ） | 3:43 |
| 5.                                                              | 「TENDER」(メジャー2ndシングル)                                      | ホリエアツシ （#14、作曲：大山純、ホリエアツシ） | ホリエアツシ （#14、作曲：大山純、ホリエアツシ） | 5:07 |
| 6.                                                              | 「REBIRTH」(メジャー2ndアルバム『TITLE』収録曲)                      | ホリエアツシ （#14、作曲：大山純、ホリエアツシ） | ホリエアツシ （#14、作曲：大山純、ホリエアツシ） | 3:30 |
| 7.                                                              | 「EVERGREEN」(メジャー2ndアルバム『TITLE』収録曲)                    | ホリエアツシ （#14、作曲：大山純、ホリエアツシ） | ホリエアツシ （#14、作曲：大山純、ホリエアツシ） | 3:41 |
| 8.                                                              | 「Blue Sinks In Green」(メジャー3rdアルバム『Dear Deadman』収録曲)   | ホリエアツシ （#14、作曲：大山純、ホリエアツシ） | ホリエアツシ （#14、作曲：大山純、ホリエアツシ） | 4:16 |
| 9.                                                              | 「Farewell Dear Deadman」(メジャー3rdアルバム『Dear Deadman』収録曲) | ホリエアツシ （#14、作曲：大山純、ホリエアツシ） | ホリエアツシ （#14、作曲：大山純、ホリエアツシ） | 4:36 |
| 10.                                                             | 「SIX DAY WONDER」(メジャー7thシングル)                              | ホリエアツシ （#14、作曲：大山純、ホリエアツシ） | ホリエアツシ （#14、作曲：大山純、ホリエアツシ） | 4:10 |
| 11.                                                             | 「LIVES」(メジャー4thアルバム『LINEAR』収録曲)                       | ホリエアツシ （#14、作曲：大山純、ホリエアツシ） | ホリエアツシ （#14、作曲：大山純、ホリエアツシ） | 3:41 |
| 12.                                                             | 「GHOST OF CHRISTMAS PAST」(メジャー4thアルバム『LINEAR』収録曲)     | ホリエアツシ （#14、作曲：大山純、ホリエアツシ） | ホリエアツシ （#14、作曲：大山純、ホリエアツシ） | 3:24 |
| 13.                                                             | 「TRIBUTE」(メジャー2ndミニアルバム『Immortal』収録曲)               | ホリエアツシ （#14、作曲：大山純、ホリエアツシ） | ホリエアツシ （#14、作曲：大山純、ホリエアツシ） | 4:35 |
| 14.                                                             | 「Starless Coaster」(メジャー6thアルバム『CREATURES』収録曲)         | ホリエアツシ （#14、作曲：大山純、ホリエアツシ） | ホリエアツシ （#14、作曲：大山純、ホリエアツシ） | 3:52 |
| 15.                                                             | 「Toneless Twilight」(メジャー12thシングル『Man-like Creatures』c/w) | ホリエアツシ （#14、作曲：大山純、ホリエアツシ） | ホリエアツシ （#14、作曲：大山純、ホリエアツシ） | 4:38 |
| 16.                                                             | 「Phantasien」(タイトルの読みは「ファンタージエン」)                 | ホリエアツシ （#14、作曲：大山純、ホリエアツシ） | ホリエアツシ （#14、作曲：大山純、ホリエアツシ） | 4:34 |
| 合計時間:                                                       | 合計時間:                                                            | 65:10                                            |                                                  |      |

## 楽曲について
1. シンクロ
  - 本作のリードトラックであり、PVが製作されている。PVの監督はスタイリストとしても活動している田村和之が務めており、「人と人との出会い、繋がり、別れ」をコンセプトに撮影された[2]。
  - ホリエはこの曲について、「一歩間違えばダサくなるかもしれない、クサくなるかもしれない、ギリギリのキワキワの生と死の臨界点に達したような曲」と公式サイト内の日記で発言している。

## 演奏
- ホリエアツシ：Vocal, Guitar, Synthesizer
- 大山純：Guitar
- 日向秀和：Bass
- ナカヤマシンペイ：Drums